# Giovanni Maria Bertini
Giovanni Maria Bertini (* 2. November 1900 in Barcelona; † 23. Januar 1995 in Turin) war ein italienischer Kleriker, Romanist und Hispanist.

## Leben und Werk
Bertini studierte in Turin und wurde dort zum Priester geweiht. Er war von 1938 bis 1975 (als Nachfolger von Lucio Ambruzzi) Professor für Spanisch an der Universität Turin (anfänglich auch an der Universität Venedig). 1946 gründete er die Zeitschrift Quaderni Ibero-Americani.
Bertini war Mitglied der Acadèmia de Bones Lletres de Barcelona.
Bertini publizierte auch unter dem Pseudonym Tullio Masserano. Er ist nicht zu verwechseln mit dem gleichnamigen Philosophieprofessor Giovanni Maria Bertini (1818–1876).

## Werke
- (Hrsg.) Santa Teresa di Avila, Turin 1828
- (Hrsg.) Cervantes, Novelle esemplari, Turin 1931
- La rivoluzione spagnuola, Mailand 1933
- (Hrsg.) Tirso de Molina, El Condenado por desconfiado, Turin 1938
- Studi e ricerche ispaniche, Mailand 1939
- Fiore di romanze spagnole, Modena 1939, 1946
- Contributo a un repertorio bibliografico italiano di letteratura spagnuola 1890-1940, Florenz 1941
- (Hrsg.) Antologia di poeti spagnoli contemporanei, Turin 1943
- (Hrsg.) Poesie spagnole del Seicento, Turin 1946
- (Hrsg. und Übersetzer) S. Giovanni della Croce, Poesie,  Mailand 1952
- (Hrsg. und Übersetzer) Ángel Valbuena Prat, Storia della letteratura spagnola, Turin 1961
- (Hrsg.) Leo Spitzer, Cinque saggi di ispanistica, Turin 1962
- (Hrsg.) P. Fray Gracián de la Madre de Dios, Peregrinación de Anastasio, Barcelona 1966
- (mit C. Acutis)  La Romanza spagnola in Italia, Turin 1970
- (Hrsg.) Testi rinascimentali di spiritualità spagnoli e italiani, Turin 1970
- (Hrsg.) Testi spagnoli del secolo XV, 1950 Turin 1971
- Studi di ispanistica, Turin 1973
- (mit Maria Assunta Pelazza) Ensayos de literatura espiritual comparada hispano-italiana. Siglos XV-XVII, Turin 1980